# Irrfan Khan
Irrfan Khan, all'anagrafe Sahabzade Irrfan Ali Khan (in hindī इरफ़ान ख़ान, in urdu عرفان خان‎?; Tonk, 7 gennaio 1967 – Mumbai, 29 aprile 2020), è stato un attore indiano.

## Biografia

### Carriera
Dopo essersi laureato alla National School of Drama di Nuova Delhi, apparve per la prima volta al cinema in una breve ma intensa scena nell'acclamato Salaam Bombay! (1988). Da allora recitò in decine di film girati a Bollywood e lavorò anche in teatro. Nel 2001 fu il protagonista di The Warrior, film in lingua hindi, che si è aggiudicato il Bafta come miglior lungometraggio britannico nel 2003. Nel 2006 Khan iniziò la scalata a Hollywood e ottenne la fama internazionale grazie a film come Il destino nel nome - The Namesake, A Mighty Heart - Un cuore grande, Il treno per il Darjeeling, The Millionaire e Vita di Pi.

### Morte
Nel 2018 Khan aveva annunciato sui social che gli era stato diagnosticato un tumore neuroendocrino, malattia rara che colpisce le ghiandole secernenti ormoni nel sangue. Nel 2019 era stato ricoverato per un ciclo di terapie in un ospedale a Londra. Poco prima di morire aveva scritto una lettera ringraziando anche le tante persone che hanno avuto parole di sostegno. La lettera è una lunga riflessione sul suo percorso di scoperta della malattia e di presa di coscienza di se stesso. Muore il 29 aprile 2020 all'età di 53 anni a seguito di un'infezione al colon.

## Filmografia
- Salaam Bombay!, regia di Mira Nair (1988)
- Ek Doctor Ki Maut, regia di Tapan Sinha (1990)
- The Warrior, regia di Asif Kapadia (2001)
- Haasil, regia di Tigmanshu Dhulia (2003)
- Shadows - Le ombre del tempo (Shadows of Time), regia di Florian Gallenberger (2004)
- Chehraa, regia di Saurabh Shukla (2005)
- Il destino nel nome - The Namesake (The Namesake), regia di Mira Nair (2006)
- Il treno per il Darjeeling (The Darjeeling Limited), regia di Wes Anderson (2007)
- A Mighty Heart - Un cuore grande (A Mighty Heart), regia di Michael Winterbottom (2007)
- Road to Ladakh, regia di Ashvin Kumar (2008)
- Chamku, regia di Kabeer Kaushik (2008)
- The Millionaire (Slumdog Millionaire), regia di Danny Boyle con Loveleen Tandan (2008)
- Billu, regia di Priyadarshan (2009)
- Mira Nair, episodio di New York, I Love You, regia di Mira Nair (2009)
- Acid Factory, regia di Suparn Verma (2009)
- Hisss, regia di Jennifer Lynch (2010)
- Thank You, regia di Anees Bazmee (2011)
- 7 Khoon Maaf, regia di Vishal Bhardwaj (2011)
- Paan Singh Tomar, regia di Tigmanshu Dhulia (2012)
- The Amazing Spider-Man, regia di Marc Webb (2012)
- Vita di Pi (Life of Pi), regia di Ang Lee (2012)
- Lunchbox (The Lunchbox), regia di Ritesh Batra (2013)
- The Xposé, regia di Anant Mahadevan (2014)
- Haider, regia di Vishal Bhardwaj (2014)
- Jazbaa, regia di Sanjay Gupta (2015)
- Jurassic World, regia di Colin Trevorrow (2015)
- Piku, regia di Shoojit Sircar (2015)
- Inferno, regia di Ron Howard (2016)
- Il processo di Tokyo (Tokyo Trial), regia di Rob W. King e Pieter Verhoeff – miniserie TV (2016)
- Hindi Medium, regia di Saket Chaudhary (2017)
- The Song of Scorpions, regia di Anup Singh (2017)
- Puzzle, regia di Marc Turtletaub (2018)
- Angrezi Medium, regia di Homi Adajania (2020)

## Doppiatori italiani
- Mauro Gravina in In Treatment, New York, I Love You
- Angelo Maggi in Vita di Pi, Jurassic World
- Antonio Sanna in Lunchbox, Inferno
- Gaetano Varcasia ne Il destino nel nome - The Namesake, The Millionaire
- Massimo Lodolo in The Amazing Spider-Man
- Gianluca Tusco in A Mighty Heart - Un cuore grande
- Stefano Santerini in Knock Out